# Lac Asian
Lac Asian är en sjö i Kanada.   Den ligger i regionen Mauricie och provinsen Québec, i den sydöstra delen av landet, 400 km norr om huvudstaden Ottawa. Lac Asian ligger 398 meter över havet. Arean är 0,38 kvadratkilometer. Den sträcker sig 0,8 kilometer i nord-sydlig riktning, och 1,3 kilometer i öst-västlig riktning.
I omgivningarna runt Lac Asian växer i huvudsak barrskog. Trakten runt Lac Asian är nära nog obefolkad, med mindre än två invånare per kvadratkilometer.